# Mikaela Banes
Mikaela Banes er en fiktiv karakter fra Transformers-universet. Hun har arvet sin fars mekaniske evner, hvilket gør hende anderledes end kvinderne i hendes alder. Mikaela spilles af Megan Fox i filmen fra 2007 og 2009. 
Mikaela optrådte første gang i bladet Transformers: Alliance.

## Spil
Mikaela optræder i Transformers: The Game og Transformers: Revenge of the Fallen. I begge spil er hun en ikke-spilbar spilkarakter. I flere af missionerne skal man enten hjælpe hende eller modtage hjælp fra hende.